# 마지드 호세이니
세예드 마지드 호세이니(페르시아어: سید مجید حسینی, Seyed Majid Hosseini, 1996년 6월 20일 ~ )는 이란의 축구 선수로, 현재 카이세리스포르에서 센터백로 뛰고있다.